# Migliori prestazioni italiane assolute di atletica leggera
Le migliori prestazioni italiane assolute di atletica leggera rappresentano le migliori prestazioni di atletica leggera stabilite dagli atleti di nazionalità italiana nelle specialità non ufficialmente ratificate dalla Federazione Italiana di Atletica Leggera e per le quali non è previsto un record nazionale.

## Outdoor

### Maschili
Statistiche aggiornate al 11 giugno 2023.
| Specialità                             | Prestazione | Atleta                                                             | Società                      | Data              | Luogo                         |
| -------------------------------------- | --- | ------------------------------------------------------------------ | ---------------------------- | ----------------- | ----------------------------- |
| 80 m piani                             | 8"43 (+0,0 m/s) | Chituru Ali                                                        | Fiamme Gialle                | 24 aprile 2022    | Rieti, Italia                 |
| 100 yard                               | 9"5(m) | Fabrizio Pandolfini                                                | Aurora Pontedera             | 27 marzo 1989     | Peccioli, Italia              |
| 100 yard                               | 9"68 | Koura Kaba Fantoni                                                 | Fiamme Gialle                | 1º maggio 2004    | Mondovì, Italia               |
| 100 m ldm                              | 10"0(m) | Pietro Mennea                                                      | AVIS Barletta                | 16 giugno 1972    | Milano, Italia                |
| 100 m ldm                              | 10"0(m) | Pietro Mennea                                                      | Alco Rieti                   | 10 settembre 1975 | Palermo, Italia               |
| 100 m ldm                              | 10"0(m) | Pietro Mennea                                                      | Fiat Iveco                   | 3 giugno 1979     | Lisbona, Portogallo           |
| 100 m ldm                              | 10"0(m) | Marco Menchini                                                     | Carabinieri                  | 1º agosto 1992    | Santhià, Piemonte             |
| 100 m ldm                              | 10"06 | Simone Collio                                                      | Fiamme Gialle                | 21 luglio 2009    | Rieti, Lazio                  |
| 120 m piani                            | 12"7(m) | Pietro Mennea                                                      | AVIS Barletta                | 8 giugno 1970     | Formia, Italia                |
| 120 m piani                            | 12"81 (+0,7 m/s) | Nicolò Salaris                                                     | G.S. Bernatese               | 23 aprile 2023    | Pavia, Italia                 |
| 150 m piani                            | 14"8(m) | Pietro Mennea                                                      | Capannelle Club              | 22 maggio 1983    | Cassino, Italia               |
| 150 m piani                            | 15"07 (+1,3 m/s) | Fausto Desalu                                                      | Fiamme Gialle                | 30 aprile 2022    | Milano, Italia                |
| 200 m ldm                              | 19"96 | Pietro Mennea                                                      | Iveco Torino                 | 17 agosto 1980    | Barletta, Italia              |
| 220 yard                               | 20"67 | Pietro Mennea                                                      | Alco Rieti                   | 20 agosto 1975    | Zurigo, Svizzera              |
| 250 m piani                            | 26"44 | Matteo Galvan                                                      | Fiamme Gialle                | 17 maggio 2015    | Montgeron, Francia            |
| 300 yard                               | 29"76 | Stefano Tilli                                                      | CUS Roma                     | 1º ottobre 1989   | Siderno, Italia               |
| 300 m piani                            | 32"2(m) | Pietro Mennea                                                      | Alco Rieti                   | 8 maggio 1975     | Formia, Italia                |
| 300 m piani                            | 32"01 | Matteo Galvan                                                      | Fiamme Gialle                | 7 settembre 2014  | Rieti, Italia                 |
| 440 yard                               | 45"9(m) | Marcello Fiasconaro                                                | CUS Torino                   | 6 maggio 1972     | Baton Rouge, Stati Uniti      |
| 440 yard                               | 46"83 | Edoardo Vallet                                                     | Fiamme Oro                   | 1º luglio 1998    | Piacenza, Italia              |
| 500 m piani                            | 1'00"08 | Donato Sabia                                                       | Fiamme Oro                   | 26 maggio 1984    | Busto Arsizio, Italia         |
| 600 yard                               | 1:12.5s | Emilio Lunghi                                                      | Irish American Athletic Club | 22 settembre 1909 | Newark, Stati Uniti           |
| 600 m piani                            | 1'14"41 | Andrea Longo                                                       | Fiamme Oro                   | 30 agosto 2000    | Rovereto, Italia              |
| 880 yard                               | 1'50"8(m) | Vittorio Fontanella                                                | Carabinieri                  | 24 agosto 1976    | Sant'Arcangelo, Italia        |
| 1000 yard                              | 2'10"0 | Luigi Beccali                                                      | Pro Patria Milano            | 4 novembre 1933   | Milano, Italia                |
| ¾ miglio                               | 2'59"5 | Alfredo Rizzo                                                      | Atletica Riccardi            | 10 maggio 1959    | Tourcoing, Francia            |
| 2 miglia                               | 8'20"79 | Salvatore Antibo                                                   | CUS Roma                     | 28 maggio 1987    | Torino, Italia                |
| 15 000 m                               | 44'06"7(m) | Loris Pimazzoni                                                    | Atletica Riccardi            | 17 aprile 1982    | Roma, Italia                  |
| 15 000 m                               | 43'52"0Tempo di passaggio (risultato ufficioso) | Franco Fava                                                        | Fiamme Gialle                | 9 aprile 1977     | Roma, Italia                  |
| 10 miglia                              | 47'10"6(m) | Franco Fava                                                        | Fiamme Gialle                | 9 aprile 1977     | Roma, Italia                  |
| 30 miglia                              | 2h55'23"8(m) | Stefano Sartori                                                    | Atletica Trento              | 30 maggio 1999    | Genova, Italia                |
| 50 000 m                               | 2h56'27"7(m) | Paolo Panzeri                                                      | A. Ital. Ultramaratona       | 23 marzo 1996     | Alzano Lombardo, Italia       |
| 100 000 m                              | 6h41'48"6(m) | Mario Ardemagni                                                    | Daini Carate Brianza         | 27 settembre 2003 | San Giovanni Lupatoto, Italia |
| 100 miglia                             | 13h29'27" | Ivan Cudin                                                         | GM Udinesi UOEI              | 6 dicembre 2014   | Suzhou, Cina                  |
| 200 km                                 | 17h35'48" | Ivan Cudin                                                         | GM Udinesi UOEI              | 6 dicembre 2014   | Suzhou, Cina                  |
| 1000 miglia                            | |                                                                    |                              |                   |                               |
| 6 ore                                  | m 90.400 | Mario Ardemagni                                                    | Daini Carate Brianza         | 27 settembre 2003 | San Giovanni Lupatoto, Italia |
| 12 ore                                 | m 156.300 | Marco Visintini                                                    | U.S. Aldo Moro Paluzza       | 15 aprile 2023    | Venezia, Italia               |
| 24 ore                                 | m 288.438 | Marco Visintini                                                    | U.S Aldo Moro Paluzza        | 18 settembre 2022 | Verona, Italia                |
| 48 ore                                 | m 298.257 | Mario Ferracuti                                                    | Ferracuti Club Fermo         | 27 aprile 1986    | Surgères, Francia             |
| 6 giorni                               | m 741.457 | Lucio Bazzana                                                      | Pro San Pietro Sanremo       | 7 agosto 2004     | Erkrath, Germania             |
| 1 500 st                               | 4'00"3 | Gabriele Bettati                                                   | Fiamme Gialle                | 25 settembre 1983 | Modena, Italia                |
| 2 000 st (H91)                         | 5'18"36 | Alessandro Lambruschini                                            | Fiamme Oro                   | 12 settembre 1989 | Verona, Italia                |
| 110 m hs (H106)                        | 13"1(m) | Andrea Giaconi                                                     | Fiamme Gialle                | 10 luglio 2002    | Nuoro, Italia                 |
| 200 m hs (H76-18.29)                   | 22"55 | Laurent Ottoz                                                      | Fiamme Gialle                | 31 maggio 1995    | Milano, Italia                |
| 220 yard hs                            | 23"9(m) | Salvatore Morale                                                   | Coin Mestre                  | 14 luglio 1961    | Londra, Regno Unito           |
| 300 m hs (H91)                         | 35"0(m) | Giorgio Frinolli                                                   | Fiamme Azzurre               | 13 maggio 2001    | Pliezhausen, Germania         |
| 300 m hs (H91)                         | 35"07 | Laurent Ottoz                                                      | Fiamme Gialle                | 22 giugno 1996    | Terni, Italia                 |
| 440 yard hs                            | 50"1(m) | Salvatore Morale                                                   | Coin Mestre                  | 15 ottobre 1961   | Roma, Italia                  |
| Staffetta 4×100 m club                 | 38"38 | Lorenzo Patta Matteo Melluzzo Fausto Desalu Filippo Tortu          | Fiamme Gialle                | 7 maggio 2023     | Firenze, Italia               |
| Staffetta 4×200 m club                 | 1'22"72 | Carlo Simionato Sandro Floris Pierfrancesco Pavoni Roberto Ribaud  | Pro Patria Osama             | 27 maggio 1989    | Brescia, Italia               |
| Staffetta 4×400 m club                 | 3'03"67 | Laurent Ottoz Fabrizio Mori Walter Groff Ashraf Saber              | Fiamme Gialle                | 28 maggio 1997    | Brescia, Italia               |
| Staffetta 4×800 m club                 | 7'14"65 | Riccardo Cardone Davide Tirelli Andrea Benvenuti Giuseppe D'Urso   | Fiamme Azzurre               | 28 settembre 1991 | Vigevano, Italia              |
| Staffetta 4×110 m hs                   | 56"00 | Andrea Putignani Mauro Re Luigi Bertocchi Fausto Frigerio          | Italia Squadra nazionale     | 5 giugno 1993     | Portsmouth, Regno Unito       |
| Staffetta 100 + 200 + 300 + 400 m club | 1'50"45 | Andrea Amici Stefano Bellotto Maurizio Federici Raffaele Altissimo | Carabinieri                  | 3 giugno 1995     | Rieti, Italia                 |
| Staffetta 100 + 200 + 300 + 400 m      | 1'49"54 | Marco Menchini Giovanni Puggioni Marco Vaccari Andrea Nuti         | Italia Squadra nazionale     | 5 giugno 1992     | Sheffield, Regno Unito        |
| Staffetta 4×1 miglio                   | 16'31"7(m) | Maresca Pregnolato Riccardo Materazzi Cremaschi                    | Athletic Club Bergamo        | 12 ottobre 1985   | Bergamo, Italia               |
| Peso maniglia (kg 15.880)              | 23,94 m | Nicola Vizzoni                                                     | Fiamme Gialle                | 19 aprile 2009    | Pietrasanta, Italia           |
| Pentathlon                             | 3 741 punti | Antonio Iacocca                                                    | V. Alfieri Asti              | 13 settembre 1981 | Forlì, Italia                 |
| Pentathlon                             | 7.00 (lungo), 59.06 (giavellotto), 23"50 (200 m), 44.94 (disco), 4'37"24 (1 500 m) |                                                                    |                              |                   |                               |
| Decathlon 60 minuti                    | 6 796 punti | Beniamino Poserina                                                 | Fiamme Azzurre               | 12 settembre 1993 | Brescia, Italia               |
| Decathlon 60 minuti                    | 11"45 (100 m), 6,74 m (lungo), 13,27 m (peso), 1,90 m (alto), 54"18 (400 m) 15"34 (110 hs), 37,24 m (disco), 4,30 m (asta), 50,66 m (giavellotto), 5'04"87 (1 500 m) |                                                                    |                              |                   |                               |
| Icosathlon                             | 11 673 punti | Roberto Paoluzzi                                                   | Studentesca Rieti            | 23 agosto 2015    | Tartu, Italia                 |
| Icosathlon                             | 11"64 (100 m), 6,90 m (lungo), 25"89 (200 m hs), 10,77 m (peso), 19'23"24 (5000 m) 2'07"55 (800 m), 1,80 m (alto), 53"77 (400 m), 22,50 m (martello), 11'27"84 (3 000 st) 16"38 (110 m hs), 32,19 (disco), 24"38 (200 m) 4,20 (asta), 11'04"72 (3000 m) 59"24 (400 m hs), 37,01 m (giavellotto), 4'50"91 (1500 m), 12,95 (triplo), 47'29"80 (10000 m) |                                                                    |                              |                   |                               |

#### Corsa su strada
Statistiche aggiornate al 19 settembre 2022.
| Specialità  | Prestazione | Atleta                                            | Società                          | Data              | Luogo                       |
| ----------- | ----------- | ------------------------------------------------- | -------------------------------- | ----------------- | --------------------------- |
| 15 km       | 44'10"      | Stefano Baldini                                   | Calcestruzzi Corradini Excelsior | 16 novembre 2008  | Nimega, Paesi Bassi         |
| 10 miglia   | 46'50"      | Daniele Meucci                                    | Esercito                         | 28 ottobre 2012   | Portsmouth, Regno Unito     |
| 20 km       | 58'09"      | Michele Gamba                                     | Fiamme Gialle                    | 21 gennaio 2001   | Almeirim, Portogallo        |
| 25 km       | 1h15'50"    | Stefano La Rosa                                   | Carabinieri                      | 17 dicembre 2017  | Calcutta, India             |
| 30 km       |             |                                                   |                                  |                   |                             |
| 50 km       | 2h52'16"    | Stefano Sartori                                   | Cavit Marzola TN                 | 25 ottobre 1997   | Terno d'Isola, Italia       |
| 50 miglia   | 5h24'12"    | Marco Boffo                                       | Brema Running Team               | 19 aprile 2008    | Ciserano, Italia            |
| 100 miglia  | 13h23'37"   | Ivan Cudin                                        | GM Udinesi UOEI                  | 13 marzo 2016     | R. Emilia Cimurri, Italia   |
| 1000 miglia | 14g7h23'08" | Lucio Bazzana                                     | Pro San Pietro Sanremo           | 31 marzo 2010     | Atene, Grecia               |
| 6 ore       | m. 90.000   | Mario Ardemagni                                   | Daini Carate Brianza             | 11 settembre 2004 | Winschoten, Paesi Bassi     |
| 12 ore      | m 147.957   | Ivan Cudin                                        | GM Udinesi UOEI                  | 13 marzo 2016     | R. Emilia Cimurri, Italia   |
| 24 ore      | m 288.438   | Marco Visintini                                   | U.S. Aldo Moro Paluzza           | 18 settembre 2022 | Verona, Italia              |
| 48 ore      | m 413.630   | Tiziano Marchesi                                  | Runners Bergamo                  | 8 maggio 2011     | Balatonfüred, Ungheria      |
| 72 ore      | m 446.424   | Andrea Accorsi                                    | Calderara Tecnoplast             | 15 maggio 2012    | Balatonfüred, Ungheria      |
| 6 giorni    | m 821.746   | Michele Notarangelo                               | Impossible Target                | 10 maggio 2017    | Balatonfüred, Ungheria      |
| Team 100 km | 20h06'38"   | Mario Ardemagni Stefano Sartori Lorenzo Trincheri | Italia Squadra nazionale         | 11 settembre 2004 | Winschoten, Paesi Bassi     |
| Team 24 ore | m 758.932   | Ivan Cudin Ulrich Gross Tiziano Marchesi          | Italia Squadra nazionale         | 14 maggio 2010    | Brive-la-Gaillarde, Francia |

#### Marcia su pista
Statistiche aggiornate al 5 marzo 2022.
| Specialità       | Prestazione  | Atleta                 | Società                   | Data              | Luogo                         |
| ---------------- | ------------ | ---------------------- | ------------------------- | ----------------- | ----------------------------- |
| Marcia 1 miglio  | 5'44"0(m)    | Massimo Fizialetti     | Fiamme Gialle             | 17 maggio 1988    | Ostia, Italia                 |
| Marcia 2 000 m   | 7'15"71      | Giovanni De Benedictis | Carabinieri               | 19 maggio 1990    | San Giovanni Valdarno, Italia |
| Marcia 3 000 m   | 10'47"11     | Giovanni De Benedictis | Carabinieri               | 19 maggio 1990    | San Giovanni Valdarno, Italia |
| Marcia 2 miglia  | 11'47"02     | Giovanni De Benedictis | Carabinieri               | 1º ottobre 1989   | Siderno, Italia               |
| Marcia 4 000 m   | 14'48"2(m)   | Maurizio Damilano      | Sisport Fiat Lubrificanti | 11 giugno 1992    | Caserta, Italia               |
| Marcia 3 miglia  | 17'44"49     | Walter Arena           | Fiamme Azzurre            | 23 settembre 1990 | Siderno, Italia               |
| Marcia 5 000 m   | 18'30"43     | Maurizio Damilano      | Sisport Torino            | 11 giugno 1992    | Caserta, Italia               |
| Marcia 5 miglia  | 31'23"08     | Maurizio Damilano      | Iveco Torino              | 22 agosto 1982    | Grosseto, Italia              |
| Marcia 10 000 m  | 37'58"6(m)   | Ivano Brugnetti        | Fiamme Gialle             | 23 luglio 2005    | Sesto San Giovanni, Italia    |
| Marcia 1 ora     | m 14.932     | Maurizio Damilano      | Iveco Torino              | 15 settembre 1984 | Como, Italia                  |
| Marcia 15 000 m  | 1h00'01"2(m) | Alessandro Gandellini  | Fiamme Oro                | 26 agosto 2000    | Castelnovo ne' Monti, Italia  |
| Marcia 10 miglia | 1h07'09"6(m) | Maurizio Damilano      | Esercito                  | 26 maggio 1979    | Fana (Bergen), Norvegia       |
| Marcia 25 000 m  | 1h41'10"3(m) | Maurizio Damilano      | Sisport Torino            | 3 ottobre 1992    | Cuneo, Italia                 |
| Marcia 15 miglia | 1h48'41"2(m) | Vittorio Visini        | Carabinieri               | 16 novembre 1974  | Vicenza, Italia               |
| Marcia 20 miglia | 2h27'38"6(m) | Vittorio Visini        | Carabinieri               | 1º novembre 1975  | Vicenza, Italia               |
| Marcia 2 ore     | m 29.572     | Maurizio Damilano      | Sisport Torino            | 3 ottobre 1992    | Cuneo, Italia                 |
| Marcia 35 000 m  | 2h43'26"2(m) | Fabio Ruzzier          | Marcia Centro Lazio       | 14 marzo 1993     | Lugano, Svizzera              |
| Marcia 3 ore     | m 35.904     | Fabio Ruzzier          | Marcia Centro Lazio       | 30 ottobre 1994   | Bolgare, Italia               |
| Marcia 40 000 m  | 3h10'56"0(m) | Paolo Grecucci         | Fiamme Gialle             | 2 maggio 1980     | Fana (Bergen), Norvegia       |
| Marcia 25 miglia | 3h15'44"2(m) | Vittorio Visini        | Carabinieri               | 16 novembre 1975  | Nerviano, Italia              |
| Marcia 30 miglia | 3h49'48"0(m) | Graziano Morotti       | US Scanzorosciate         | 10 ottobre 1981   | Osio Sopra, Italia            |
| Marcia 100 000 m | 9h49'58"0(m) | Valerio Casales        | Libertas Sesto            | 7 ottobre 1979    | Sacile, Italia                |

#### Marcia su strada
Statistiche aggiornate al 30 aprile 2022.
| Specialità    | Prestazione | Atleta               | Società                   | Data              | Luogo                      |
| ------------- | ----------- | -------------------- | ------------------------- | ----------------- | -------------------------- |
| Marcia 15 km  | 58'59"      | Maurizio Damilano    | Sisport Fiat Lubrificanti | 6 giugno 1992     | La Coruña, Spagna          |
| Marcia 25 km  | 1h45'33"    | Alessandro Pezzatini | ASSI Banca Toscana        | 15 marzo 1987     | Firenze, Italia            |
| Marcia 30 km  | 2h06'01"    | Giovanni Perricelli  | Fiamme Azzurre            | 1º maggio 1992    | Sesto San Giovanni, Italia |
| Marcia 40 km  | 2h58'48"    | Raffaello Ducceschi  | Fiamme Oro                | 30 settembre 1988 | Seul, Corea del Sud        |
| Marcia 100 km | 9h39'23"    | Roberto Defendenti   | US Scanzorosciate         | 29 ottobre 2000   | Scanzorosciate, Italia     |

### Femminili
Statistiche aggiornate al 30 aprile 2022.
| Specialità                             | Prestazione | Atleta                                                               | Società                   | Data              | Luogo                         |
| -------------------------------------- | --- | -------------------------------------------------------------------- | ------------------------- | ----------------- | ----------------------------- |
| 80 m piani                             | 9"4(m) | Giulia Arcioni                                                       | Forestale                 | 29 maggio 2011    | Latina, Italia                |
| 80 m piani                             | 9"55 (+1,1 m/s) | Ayomide Folorunso                                                    | Fiamme Oro                | 18 aprile 2022    | Padova, Italia                |
| 100 yard                               | 10"7(m) | Marisa Masullo                                                       | SNIA BPD Milano           | 18 maggio 1985    | Roma, Italia                  |
| 100 yard                               | 10"71 | Marisa Masullo                                                       | SNIA BPD Milano           | 9 giugno 1990     | Trento, Italia                |
| 120 m piani                            | 13"9(m) | Donata Govoni                                                        | Fontana Cestistica BO     | 3 settembre 1962  | Torino, Italia                |
| 150 m piani                            | 16"99 (+1,0 m/s) | Vittoria Fontana                                                     | Carabinieri               | 30 aprile 2022    | Milano, Italia                |
| 220 yard                               | 24"2 | Rita Bottiglieri                                                     | SNIA Milano               | 10 maggio 1975    | Caserta, Italia               |
| 250 m piani                            | 30"34 | Ayomide Folorunso                                                    | Fiamme Oro                | 18 aprile 2021    | Pavia, Italia                 |
| 300 m piani                            | 36"30 | Manuela Levorato                                                     | Snam San Donato           | 22 agosto 2000    | Viareggio, Italia             |
| 440 yard                               | 53"98 | Francesca Carbone                                                    | Snam San Donato           | 11 luglio 1995    | Piacenza, Italia              |
| 500 m piani                            | 1'08"26 | Libania Grenot                                                       | Fiamme Gialle             | 1º maggio 2009    | Latina, Italia                |
| 600 m piani                            | 1'24"4(m) | Patrizia Spuri                                                       | Forestale                 | 29 settembre 1999 | Rieti, Italia                 |
| 600 m piani                            | 1'26"16 | Elisa Cusma Piccione                                                 | Esercito                  | 10 luglio 2010    | Pergine Valsugana, Italia     |
| 880 yard                               | 2'00"3(a) | Gabriella Dorio                                                      | Fiamma Vicenza            | 27 agosto 1980    | Sacile, Italia                |
| 2 miglia                               | 9'32"99 | Nadia Battocletti                                                    | Fiamme Azzurre            | 23 aprile 2022    | Milano, Italia                |
| 15 000 m                               | 49'44"0 | Silvana Cruciata                                                     | Fiamma Roma               | 2 maggio 1981     | Roma, Italia                  |
| 50 000 m                               | 3h39'06"6(m) | Monica Casiraghi                                                     | Fila Equipe BS            | 27 settembre 2003 | San Giovanni Lupatoto, Italia |
| 40 miglia                              | 4h50'50"2(m) | Monica Carlin                                                        | Brema Running Team        | 25 settembre 2010 | San Giovanni Lupatoto, Italia |
| 50 miglia                              | 6h43'39"6(m) | Paola Sanna                                                          | Polizia di Stato BG       | 27 settembre 2003 | San Giovanni Lupatoto, Italia |
| 100 km                                 | 8h26'19"4(m) | Paola Sanna                                                          | Polizia di Stato BG       | 27 settembre 2003 | San Giovanni Lupatoto, Italia |
| 1000 miglia                            | 16h13'51"0(m) | Monica Casiraghi                                                     | Fila Equipe BS            | 6 maggio 2007     | Madrid, Spagna                |
| 6 ore                                  | m 79.804 | Monica Carlin                                                        | Brema Running Team        | 25 settembre 2010 | San Giovanni Lupatoto, Italia |
| 12 ore                                 | m 125.200 | Monica Casiraghi                                                     | Fila Equipe BS            | 6 maggio 2007     | Madrid, Spagna                |
| 24 ore                                 | m 217.989 | Monica Casiraghi                                                     | Fila Equipe BS            | 6 maggio 2007     | Madrid, Spagna                |
| 48 ore                                 | m 243.205 | Carmela Fiano                                                        | Ultrarunners Italy        | 30 agosto 2009    | Skövde, Svezia                |
| 6 giorni                               | m 705.259 | Monica Barchetti                                                     | Pod. Lippo Calderara      | 10 maggio 2011    | Balatonfüred, Ungheria        |
| 2 000 st                               | 6'19"20 | Giulia Martinelli                                                    | Forestale                 | 11 settembre 2011 | Rieti, Italia                 |
| 100 m hs manuale                       | 12"8(m) | Carla Tuzzi                                                          | Cises Frascati            | 30 aprile 1994    | Rieti, Italia                 |
| 200 m hs                               | 26"33 | Ayomide Folorunso                                                    | Fiamme Oro                | 16 settembre 2015 | Milano, Italia                |
| 200 m hs manuale                       | 24"8(m) | Yadisleidy Pedroso                                                   | CUS Pisa Atletica Cascina | 6 aprile 2013     | Caserta, Italia               |
| 300 m hs                               | 38"86 | Linda Olivieri                                                       | Fiamme Oro                | 30 aprile 2022    | Milano, Italia                |
| Staffetta 4×100 m club                 | 43"99 | Monica Giolli Elena Sordelli Manuela Grillo Manuela Levorato         | Snam San Donato           | 29 maggio 1999    | Atene, Grecia                 |
| Staffetta 4×400 m club                 | 3'31"16 | Ilaria Burattin Serena Troiani Alexandra Troiani Virginia Troiani    | Pro Patria Milano         | 27 giugno 2021    | Rovereto, Italia              |
| Staffetta 4×800 m club                 | 8'25"6(m) | Sara Palmas Alexia Oberstolz Elisa Cusma Piccione Loredana Di Grazia | Esercito                  | 5 maggio 2006     | Roma, Italia                  |
| Staffetta 4×1500 m club                | 17'43"79 | Orietta Mancia Maria Guida Lucilla Andreucci Elisa Rea               | Forestale                 | 3 giugno 1995     | Rieti, Italia                 |
| Staffetta 4×100 m hs                   | 56"49 | Claudia Legali Giannina Re Claudia Del Fabbro Carla Tuzzi            | Italia Squadra nazionale  | 12 settembre 1993 | Brescia, Italia               |
| Staffetta 100 + 200 + 300 + 400 m      | 2'07"46 | Rebecca Menchini Noemi Cavalleri Alessia Cappabianca Chiara Gherardi | Italia Squadra nazionale  | 8 luglio 2018     | Győr, Ungheria                |
| Staffetta 100 + 200 + 300 + 400 m club | 2'07"56 | Annalisa Crippa Elisa Moretti Francesca Cola Virna De Angeli         | Ginnastica Comense 1872   | 3 giugno 1995     | Rieti, Italia                 |
| Peso con maniglia (16 libbre)          | 12,10 m | Eva Gacs                                                             | Nuova Atl. dal Friuli     | 22 agosto 1992    | Oberwart, Austria             |
| Eptathlon 45 minuti                    | 5 397 punti | Giuliana Spada                                                       | Edera Atletica Forlì      | 6 settembre 1997  | Bolzano, Italia               |
| Eptathlon 45 minuti                    | 13"8 (100 hs), 1.63 m (alto), 13.73 m (peso), 26"3 (200 m), 5.51 (lungo), 40.34 m (giavellotto), 2'25"6 (800 m) |                                                                      |                           |                   |                               |
| Tetradecathlon (doppio Eptathlon) IAUM | 8 092 punti | Silvia Nicola                                                        | GS Ermenegildo Zegna      | 7 settembre 2014  | Lodi, Italia                  |
| Tetradecathlon (doppio Eptathlon) IAUM | 15"60 (100 hs), 1,55 m (alto), 5'33"02 (1500 m), 1'08"90 (400 hs), 8,36 (peso), 27"24 (200 m), 4,84 m (lungo) 1'02"56 (400 m), 27,42 m (giavellotto), 2'36"92 (800 m), 32"04 (200 hs), 22,44 m (disco), 13'09"66 (3000 m) |                                                                      |                           |                   |                               |

#### Corsa su strada
Statistiche aggiornate al 5 marzo 2022.
| Specialità                | Prestazione | Atleta                                                     | Società                  | Data              | Luogo                       |
| ------------------------- | ----------- | ---------------------------------------------------------- | ------------------------ | ----------------- | --------------------------- |
| 5 km                      | 15"45       | Maura Viceconte                                            | Maratona di Torino       | 18 giugno 2000    | Berna, Svizzera             |
| 10 km                     | 31"52       | Nadia Ejjafini                                             | Esercito                 | 20 maggio 2012    | Manchester, Regno Unito     |
| 15 km                     | 48"47       | Rosanna Munerotto                                          |                          | 13 ottobre 1991   | Nieuwegein, Paesi Bassi     |
| 10 miglia                 | 53"34       | Anna Incerti                                               | Fiamme Azzurre           | 24 ottobre 2010   | Portsmouth, Regno Unito     |
| 20 km                     |             |                                                            |                          |                   |                             |
| Maratonina point-to-point | 1h07"46     | Valeria Straneo                                            | Runner Team 99           | 26 febbraio 2012  | Ostia, Italia               |
| 25 km                     |             |                                                            |                          |                   |                             |
| 30 km                     |             |                                                            |                          |                   |                             |
| 50 km                     | 3h24'10"    | Laura Gotti                                                | Runners Capriolese       | 25 aprile 2017    | Castelbolognese, Italia     |
| 100 miglia                | 15h07'14"   | Monica Casiraghi                                           | Team Cellfood            | 11 settembre 2011 | Morsø, Danimarca            |
| 1000 miglia               |             |                                                            |                          |                   |                             |
| 6 ore                     | m 80.705    | Monica Carlin                                              | Brema Running Team       | 19 aprile 2008    | Ciserano, Italia            |
| 12 ore                    | m 131.000   | Monica Casiraghi                                           | Equipe Running           | 19 aprile 2008    | Ciserano, Italia            |
| 24 ore                    | m 231.390   | Monica Casiraghi                                           | Equipe Running           | 14 maggio 2010    | Brive-la-Gaillarde, Francia |
| 48 ore                    | m 314.500   | Luisa Zecchino                                             | Marathon Massafra        | 12 luglio 2014    | Lago Pantano, Ungheria      |
| 72 ore                    | m 379.816   | Luisa Zecchino                                             | ASA Podistica Massafra   | 7 maggio 2016     | Balatonfüred, Ungheria      |
| 6 giorni                  | m 732.162   | Luisa Zecchino                                             | ASA Podistica Massafra   | 10 maggio 2016    | Balatonfüred, Ungheria      |
| Team 100 km               | 23h24'14"   | Monica Carlin Paola Sanna Giovanna Cavalli                 | Italia Squadra nazionale | 8 ottobre 2006    | Misari-Seul, Corea del Sud  |
| Team 24 ore               | m 658.112   | Monica Casiraghi Annemarie Gross Lorena Antonietta Di Vito | Italia Squadra nazionale | 14 maggio 2010    | Brive-la-Gaillarde, Francia |

#### Marcia su pista
Statistiche aggiornate al 5 marzo 2022.
| Specialità       | Prestazione  | Atleta               | Società                   | Data              | Luogo                        |
| ---------------- | ------------ | -------------------- | ------------------------- | ----------------- | ---------------------------- |
| Marcia 1 500 m   | 6'10"07      | Ileana Salvador      | Fiamme Vicenza            | 12 agosto 1989    | Sestriere, Italia            |
| Marcia 1 miglio  | 6'19"39      | Ileana Salvador      | Fiat Sud Formia           | 15 giugno 1991    | Siderno, Italia              |
| Marcia 2 000 m   | 7'55"69      | Ileana Salvador      | Sisport Fiat Lubrificanti | 29 agosto 1993    | Padova, Italia               |
| Marcia 3 000 m   | 11'48"24     | Ileana Salvador      | Sisport Fiat Lubrificanti | 29 agosto 1993    | Padova, Italia               |
| Marcia 2 miglia  | 13'03"87     | Elisabetta Perrone   | Forestale                 | 14 settembre 1996 | Torino, Italia               |
| Marcia 5 000 m   | 20'01"80     | Eleonora Anna Giorgi | Fiamme Azzurre            | 11 maggio 2014    | Misterbianco, Italia         |
| Marcia 45 minuti | m 10.284     | Ileana Salvador      | Fiamme Vicenza            | 8 aprile 1990     | Rossano Veneto, Italia       |
| Marcia 1 ora     | m 13.240     | Rossella Giordano    | Fiamme Azzurre            | 4 agosto 2004     | Saluzzo, Italia              |
| Marcia 15 000 m  | 1h05'18"3    | Elisabetta Perrone   | Forestale                 | 26 agosto 2000    | Castelnovo ne' Monti, Italia |
| Marcia 15 000 m  | 1h05'18"3    | Erica Alfridi        | Snam San Donato           | 26 agosto 2000    | Castelnovo ne' Monti, Italia |
| Marcia 20 000 m  | 1h30'48"3(m) | Rossella Giordano    | Fiamme Azzurre            | 4 agosto 2000     | Almada, Portogallo           |
| Marcia 2 ore     | m 20.634,6   | Cinzia Ghianda       | Plein Air Limbiate        | 18 ottobre 1986   | Limbiate, Italia             |
| Marcia 30 000 m  | 2h56'36"0    | Cinzia Ghianda       | Plein Air Limbiate        | 18 ottobre 1986   | Limbiate, Italia             |

#### Marcia su strada
Statistiche aggiornate al 5 marzo 2022.
| Specialità   | Prestazione | Atleta               | Società        | Data            | Luogo                  |
| ------------ | ----------- | -------------------- | -------------- | --------------- | ---------------------- |
| Marcia 5 km  | 20'44"      | Ileana Salvador      | Fiamme Vicenza | 30 agosto 1989  | Duisburg, Germania     |
| Marcia 10 km | 41'28"      | Antonella Palmisano  | Fiamme Gialle  | 18 ottobre 2020 | Modena, Italia         |
| Marcia 25 km | 2h10'34"    | Natalia Bruniko      | Nuova Atl. DDS | 27 ottobre 2002 | Scanzorosciate, Italia |
| Marcia 30 km | 2h36'25"    | Natalia Bruniko      | Nuova Atl. DDS | 27 ottobre 2002 | Scanzorosciate, Italia |
| Marcia 35 km | 2h43'43"    | Eleonora Anna Giorgi | Fiamme Azzurre | 26 gennaio 2020 | Grosseto, Italia       |

## Indoor

### Maschili
Statistiche aggiornate al 7 marzo 2022.
| Specialità             | Prestazione | Atleta                         | Società                         | Data             | Luogo                                |
| ---------------------- | ----------- | ------------------------------ | ------------------------------- | ---------------- | ------------------------------------ |
| 50 yard                | 5"39        | Pierfrancesco Pavoni           | PP Osama                        | 29 gennaio 1988  | Toronto, Canada                      |
| 60 yard                | 6"20        | Pierfrancesco Pavoni           | PP Pierrel                      | 28 gennaio 1984  | Ancona, Italia                       |
| 60 yard                | 6"20        | Antonio Ullo                   | Fiamme Gialle                   | 25 febbraio 1988 | Firenze, Italia                      |
| 55 m piani             | 6"29        | Stefano Teglielli              | Aeronautica Militare            | 5 febbraio 2003  | Firenze, Italia                      |
| 100 m piani            | 10"33       | Simone Collio                  | Fiamme Gialle                   | 13 febbraio 2003 | Tampere, Finlandia                   |
| 300 yard               | 31"00       | Eddy Albertini                 | Fiamme Oro                      | 21 gennaio 1978  | Milano, Italia                       |
| 300 m piani            | 32"84       | Pietro Mennea                  | Iveco Torino                    | 4 marzo 1978     | Milano, Italia                       |
| 400 m piani            | 46"1(m)     | Marcello Fiasconaro            | CUS Torino                      | 15 marzo 1972    | Genova, Italia                       |
| 500 yard               | 56"57       | Roberto Ribaud                 | Esercito                        | 30 gennaio 1982  | Milano, Italia                       |
| 500 m piani            | 1'01"33     | Catalin Tecuceanu              | Silca Ultralite Vittorio Veneto | 29 gennaio 2022  | Padova, Italia                       |
| 600 yard               | 1'08"2      | Donato Sabia                   | Fiamme Oro                      | 4 febbraio 1984  | Genova, Italia                       |
| 600 m piani            | 1'15"77     | Donato Sabia                   | Fiamme Oro                      | 4 febbraio 1984  | Genova, Italia                       |
| 880 yard               | 1'50"7      | Carlo Grippo                   | Iveco Torino                    | 14 gennaio 1977  | College Park, Stati Uniti            |
| 1000 yard              | 2'08"8      | Romolo Rigo                    | Fiamme Oro                      | 4 marzo 1978     | Milano, Italia                       |
| 2000 m                 | 5'03"3      | Walter Merlo                   | CUS Torino                      | 16 febbraio 1986 | Torino, Italia                       |
| 2 miglia               | 8'43"6      | Roberto Lenarduzzi             | Lib. Udine                      | 22 gennaio 1972  | Filadelfia, Stati Uniti              |
| 30 miglia              | 3h43'42"    | Marco Bonfiglio                | Verde Pisello Group MI          | 19 gennaio 2013  | Piancavallo, Italia                  |
| 50 km                  | 3h31'40"    | Enrico Vedilei                 | Atl. Mobili Balducci Pineto     | 4 gennaio 1998   | Jesi, Italia                         |
| 40 miglia              | 5h05'35"    | Ivan Cudin                     | GM Udinesi UOEI                 | 19 gennaio 2013  | Piancavallo, Italia                  |
| 50 miglia              | 7h16'33"    | Vito Intini                    | Amatori Putignano               | 22 febbraio 2015 | Helsinki, Finlandia                  |
| 100 km                 | 9h13'57"    | Vito Intini                    | Amatori Putignano               | 22 febbraio 2015 | Helsinki, Finlandia                  |
| 100 miglia             | 16h20'46"   | Vito Intini                    | Amatori Putignano               | 22 febbraio 2015 | Helsinki, Finlandia                  |
| 200 km                 | 21h45'27"8  | Antonio Tallarita              | Podistica Biasola RE            | 22 febbraio 2014 | Helsinki, Finlandia                  |
| 6 ore                  | m 75.608    | Ivan Cudin                     | GM Udinesi UOEI                 | 19 gennaio 2013  | Piancavallo, Italia                  |
| 12 ore                 | m 126.672   | Antonio Tallarita              | Podistica Biasola RE            | 1 dicembre 2013  | Oslo, Norvegia                       |
| 24 ore                 | m 218.355   | Antonio Tallarita              | Podistica Biasola RE            | 22 febbraio 2014 | Helsinki, Finlandia                  |
| 48 ore                 | m 359.819   | Lucio Bazzana                  | Lib. Pro San Pietro Sanremo     | 23-25 marzo 2001 | Brno, Repubblica Ceca                |
| 6 giorni               |             |                                |                                 |                  |                                      |
| 50 yard hs             | 6"0(m)      | Eddy Ottoz                     | PP S.Pellegrino                 | 24 febbraio 1967 | Toronto, Canada                      |
| 50 yard hs             | 6"0(m)      | Giuseppe Buttari               | Fiamme Gialle                   | 3 febbraio 1973  | Reggio Emilia, Italia                |
| 60 yard hs             | 7"18        | Mauro Rossi                    | Fiamme Gialle                   | 28 gennaio 1998  | Firenze, Italia                      |
| Staffetta 4×200 m club | 1'24"72     | Donati Collio Capati Cavallaro | Fiamme Gialle                   | 1 marzo 2003     | Genova, Italia                       |
| Staffetta 4×400 m club | 3'10"98     | Cricchi Corti Sabia Genelli    | Fiamme Oro                      | 22 febbraio 1984 | Torino, Italia                       |
| Lancio del disco       | 59.12 m     | Hannes Kirchler                | Carabinieri                     | 16 marzo 2013    | Växjö, Svezia                        |
| Martello 35lb          | 21.87 m     | Pellegrino Delli Carri         | Aeronautica Militare            | 11 febbraio 2006 | Fayetteville (Arkansas), Stati Uniti |
| Marcia 1 500 m         | 5'33"1      | Vincenzo Magliulo              | Atl. Aversa-Agro Aversano       | 27 dicembre 1999 | Napoli, Italia                       |
| Marcia 1 miglio        | 5'59"0      | Renato Di Nicola               | Fiamme Oro                      | 27 febbraio 1979 | Milano, Italia                       |
| Marcia 2 000 m         | 7'32"4      | Vincenzo Magliulo              | Atl. Aversa-Agro Aversano       | 27 dicembre 1999 | Napoli, Italia                       |
| Marcia 3 000 m         | 11'12"1     | Carlo Mattioli                 | Carabinieri                     | 23 gennaio 1980  | Genova, Italia                       |
| Marcia 2 miglia        | 12'51"5     | Vittorio Visini                | Carabinieri                     | 17 marzo 1978    | Montréal, Canada                     |
| Marcia 3 miglia        | 21'23"0     | Ugo Frigerio                   |                                 | 28 marzo 1925    | New York, Stati Uniti                |
| Marcia 10 000 m        | 40'17"4     | Carlo Mattioli                 | Carabinieri                     | 9 febbraio 1980  | Genova, Italia                       |

### Femminili
Statistiche aggiornate al 7 marzo 2022.
| Specialità             | Prestazione          | Atleta                                                            | Società                | Data                | Luogo                  |
| ---------------------- | -------------------- | ----------------------------------------------------------------- | ---------------------- | ------------------- | ---------------------- |
| 50 yard                | 5"90                 | Rita Bottiglieri                                                  | Fiat OM                | 10 febbraio 1978    | Toronto, Canada        |
| 50 yard                | 5"7(m)               | Rita Bottiglieri                                                  | Fiat OM                | 1 febbraio 1975     | Reggio Emilia, Italia  |
| 60 yard                | 6"6(m)               | Marisa Masullo                                                    | SNIA BPD Milano        | 4 febbraio 1987     | Firenze, Italia        |
| 60 yard                | 6"88                 | Rita Angotzi                                                      | Atl. Oristano          | 3 febbraio 1991     | Firenze, Italia        |
| 55 m piani             | 6"83                 | Manuela Levorato                                                  | Atletica Camelot       | 9 febbraio 2002     | Firenze, Italia        |
| 100 m piani            | 11"64                | Daniela Graglia                                                   | Esercito               | 4 febbraio 2007     | Tampere, Finlandia     |
| 300 yard               | 34"20                | Rita Bottiglieri                                                  | Fiat OM                | 21 gennaio 1978     | Milano, Italia         |
| 300 m piani            | 37"38                | Ayomide Folorunso                                                 | Fiamme Oro             | 10 febbraio 2019    | Metz, Francia          |
| 440 yard               | 53"9(m)              | Rita Bottiglieri                                                  | Fiat OM                | 4 febbraio 1978     | Milano, Italia         |
| 500 yard               | 1'08"0               | Simonetta Ricciarini                                              | Uno A Erre             | 14 gennaio 1978     | Genova, Italia         |
| 500 m piani            | 1'11"03              | Daniela Reina                                                     | Fiamme Azzurre         | 21 gennaio 2007     | Ancona, Italia         |
| 600 m piani            | 1'28"66              | Marta Milani                                                      | Esercito               | 6 marzo 2010        | Ancona, Italia         |
| 600 m piani            | 1'27"75Non omologato | Daniela Reina                                                     | Fiamme Azzurre         | 30 gennaio 2010     | Ancona, Italia         |
| 880 yard               | 2'08"9               | Gabriella Dorio                                                   | Iveco Torino           | 17 gennaio 1982     | Rosemont, Stati Uniti  |
| 1000 yard              | 2'31"24              | Gabriella Dorio                                                   | Iveco Torino           | 2 febbraio 1977     | Milano, Italia         |
| 2000 m                 | 5'52"01              | Agnese Possamai                                                   | Fiamma BL              | 10 febbraio 1982    | Torino, Italia         |
| 30 miglia              | 5h07'38"             | Valeria Ulian                                                     | G.S. Mercuryus         | 21 gennaio 2012     | Piancavallo, Italia    |
| 50 km                  | 5h20'02"             | Valeria Ulian                                                     | G.S. Mercuryus         | 21 gennaio 2012     | Piancavallo, Italia    |
| 40 miglia              | 7h06'03"             | Valeria Ulian                                                     | G.S. Mercuryus         | 21 gennaio 2012     | Piancavallo, Italia    |
| 50 miglia              | 9h00'01"             | Valeria Ulian                                                     | G.S. Mercuryus         | 21 gennaio 2012     | Piancavallo, Italia    |
| 100 km                 | 11h38'10"            | Adele Di Lorenzo                                                  | Runners Bergamo        | 25-26 febbraio 2012 | Helsinki, Finlandia    |
| 100 miglia             | 21h31'04"            | Adele Di Lorenzo                                                  | Runners Bergamo        | 25-26 febbraio 2012 | Helsinki, Finlandia    |
| 200 km                 | 29h08'14"9           | Maria Teresa Nardin                                               | G.S. Fraseggio         | 21-22 marzo 2003    | Brno, Repubblica Ceca  |
| 6 ore                  | m 55.630             | Valeria Ulian                                                     | G.S. Mercuryus         | 21 gennaio 2012     | Piancavallo, Italia    |
| 12 ore                 | m 102.190            | Adele Di Lorenzo                                                  | Runners Bergamo        | 25-26 febbraio 2012 | Helsinki, Finlandia    |
| 24 ore                 | m 177.377            | Sonia Lutterotti                                                  | Gardasportevents       | 18-20 novembre 2016 | Oslo, Norvegia         |
| 48 ore                 | m 305.830            | Maria Teresa Nardin                                               | G.S. Fraseggio         | 21-23 marzo 2003    | Brno, Repubblica Ceca  |
| 6 giorni               |                      |                                                                   |                        |                     |                        |
| 50 yard hs             | 7"17                 | Tatiana Fantini                                                   | Atl. Vallecrosia       | 19 dicembre 1992    | Nizza, Francia         |
| 50 yard hs             | 7"0(m)               | Lorella Mancini                                                   | Iveco OM BS            | 7 febbraio 1981     | Piombino, Italia       |
| 60 yard hs             | 7"65                 | Carla Tuzzi                                                       | SNAM                   | 24 gennaio 1996     | Firenze, Italia        |
| 55 m hs                | 7"74                 | Giulia Pennella                                                   | Esercito               | 12 febbraio 2012    | Firenze, Italia        |
| 100 m hs               | 13"25                | Marzia Caravelli                                                  | Aeronautica Militare   | 23 agosto 2014      | Varsavia, Polonia      |
| 300 m hs               | 41"06                | Manuela Bosco                                                     | Pol. Europa Junior     | 13 febbraio 2002    | Tampere, Finlandia     |
| Staffetta 4×200 m club | 1'36"21              | Raphaela Lukudo Benedicta Chigbolu Chiara Bazzoni Irene Siragusa  | Esercito               | 19 febbraio 2017    | Ancona, Italia         |
| Staffetta 4×400 m club | 3'39"14              | Maya Bruney Alessandra Bonora Alessandra Iezzi Giancarla Trevisan | Bracco Atletica        | 27 febbraio 2022    | Ancona, Italia         |
| Lancio del giavellotto | 40.51 m              | Cristina Corona                                                   | G.S. La Piave 2000     | 23 gennaio 2016     | Tampere, Finlandia     |
| Martello 20lb          | 20.35 m              | Nadia Maffo                                                       | Atl. Malignani Lib. UD | 9 febbraio 2018     | Nashville, Stati Uniti |
| Marcia 1 500 m         | 6'28"46              | Giuliana Salce                                                    | Eclas Ostia            | 16 febbraio 1985    | Genova, Italia         |
| Marcia 1 miglio        |                      | Giuliana Salce                                                    | Eclas Ostia            | 16 febbraio 1985    | Genova, Italia         |
| Marcia 2 000 m         | 8'03"70              | Ileana Salvador                                                   | Sisport Fiat Snia      | 1 febbraio 1992     | Genova, Italia         |
| Marcia 2 miglia        | 13'11"00             | Ileana Salvador                                                   | Fiamma VI              | 14 febbraio 1990    | Genova, Italia         |
| Marcia 5 000 m         | 21'44"52             | Giuliana Salce                                                    | Eclas Ostia            | 20 febbraio 1985    | Torino, Italia         |